# Olching
Olching este o comună din landul Bavaria, Germania.